# 赫纳尔瓜西尔
赫纳尔瓜西尔，是西班牙安达卢西亚自治区马拉加省的一个市镇。 总面积32平方公里，总人口561人（2001年），人口密度18人/平方公里。